# Карл Вагуїн
Карл Вагуїн (8 липня 1873, Відень — 10 червня 1949, Кремс-на-Дунаї) — австрійський політичний діяч. Федеральний канцлер Австрії у 1930—1931 роках.